# Amer Béton (film)
Ne doit pas être confondu avec Amer Béton.
Pour plus de détails, voir Fiche technique et Distribution.
Amer Béton (鉄コン筋クリート, Tekkon kinkurīto) est un film d'animation japonais réalisé par Michael Arias, sorti en 2006. Il s'agit d'une adaptation du manga homonyme de Taiyō Matsumoto.

## Synopsis
Deux garçons, Noir et Blanc, se sont donné comme mission de défendre leur quartier.

## Fiche technique
- Titre : Amer Béton
- Titre original : 鉄コン筋クリート (Tekkon kinkurīto?)
- Réalisation : Michael Arias
- Co-réalisation : Hiroaki Ando
- Scénario : Anthony Weintraub d'après le manga Amer Béton de Taiyō Matsumoto
- Musique : Plaid
- Montage : Mutsumi Takemiya
- Production : Eiichi Kamagata, Masao Teshima, Ayao Ueda et Fumio Ueda
- Société de production : Aniplex, Asmik Ace Entertainment, Beyond C., Shōgakukan, Studio 4°C et Tokyo MX
- Société de distribution : Rézo Films (France)
- Pays :  Japon
- Genre : Animation, action, aventure, drame et fantastique
- Durée : 111 minutes
- Dates de sortie : 
  - Japon : 23 décembre 2006[1]
  - France : 2 mai 2007[2]
  - Suisse : 7 juillet 2007 (Festival international du film fantastique de Neuchâtel)

## Doublage
Japonais
- Kazunari Ninomiya : Noir (Kuro) / Itachi
- Yū Aoi : Blanc (Shiro)
- Yūsuke Iseya : Kimura
- Kankurō Kudō : Sawada
- Min Tanaka : Le Rat (Suzuki)
- Rokurō Naya : Jitcha
- Tomomichi Nishimura : Fujimura
- Mugihito : Kumichō
- Nao Ōmori : Chokora
- Yoshinori Okada : Banira
- Masahiro Motoki : Le Serpent (Hebi)

Français
- Bruno Mullenaerts : Noir
- Béatrice Wegnez : Blanc
- Frédéric Meaux : Kimura
- Philippe Résimont : Le Rat
- Jean-Pierre Denuit : Le Serpent
- Jean-Paul Landresse : Fujimura
- Pierre Bodson : Sawada
- Alessandro Bevilacqua : Aube
- Yvan Reekmans : Crépuscule

## Accueil
Le film a reçu un accueil favorable de la critique. Il obtient un score moyen de 65 % sur Metacritic.

## Distinctions
Sauf indication contraire, les informations mentionnées dans cette section peuvent être confirmées par la base de données cinématographiques IMDb,  présente dans la section « Liens externes ».
- 2007 : prix Noburō Ōfuji[4]
- 2008 : prix de meilleur film d'animation aux Japan Academy Prize[5]